# 伊万·佩德罗索
伊万·佩德罗索（西班牙語：Iván Pedroso，1972年12月17日—），古巴男子田径运动员。他曾代表古巴参加1992年、1996年、2000年和2004年夏季奥林匹克运动会田径比赛，其中2000年奥运会获得一枚金牌。